# Hypnum simplicinerve
Hypnum simplicinerve là một loài Rêu trong họ Hypnaceae. Loài này được (Lindb.) Limpr. mô tả khoa học đầu tiên năm 1899.